# Cal Perxe (la Pobla de Massaluca)
Cal Perxe és una obra de la Pobla de Massaluca (Terra Alta) inclosa a l'Inventari del Patrimoni Arquitectònic de Catalunya.

## Descripció
Perxe que combina el carreu i la maçoneria, format per tres arcs apuntats de carreu, paral·lels, que suporten un habitatge. El sostre està format per bigues de fusta i revoltons a la catalana encofrats, i es recolza sobre els arcs i altres bigues que, per mig de mènsules dels arcs unes i recolzades a les parets interiors altres, serveixen per evitar el pandeig. Algunes d'aquestes bigues són recents i de formigó. A dins hi ha uns petits bancals i no apareixen portes d'interès.